# Альбінув (Седлецький повіт)
Альбінув (пол. Albinów) — село в Польщі, у гміні Котунь Седлецького повіту Мазовецького воєводства.
Населення — 119 осіб (2011).
У 1975-1998 роках село належало до Седлецького воєводства.

## Демографія
Демографічна структура станом на 31 березня 2011 року:
|          | Загалом | Допрацездатний вік | Працездатний вік | Постпрацездатний вік |
| -------- | ------- | ------------------ | ---------------- | -------------------- |
| Чоловіки | 62      | 5                  | 48               | 9                    |
| Жінки    | 57      | 12                 | 33               | 12                   |
| Разом    | 119     | 17                 | 81               | 21                   |